# Noah (Roman)
Noah ist ein Verschwörungsroman und Ökothriller des Schriftstellers Sebastian Fitzek aus dem Jahr 2013. Es ist das elfte Werk des Autors und das erste Buch von ihm, welches im Bastei-Lübbe Verlag erschien. Anders als bei seinen vorherigen Psychothrillern greift Fitzek hier Themenbereiche aus den Bereichen globale ökologische Katastrophen durch Ressourcenverknappung auf.

## Handlung
Der Plot des Romans basiert auf einer weltweiten Verschwörung und spielt in New York City, Rom, Amsterdam, Manila, London und Berlin. Der erste Schauplatz ist Manila auf den Philippinen und beschreibt das Schicksal einer Familie von “scavengern” (Abfallsammlern), die auf der Mülldeponie “Smokey Mountain” jeden Tag um ihr Überleben kämpfen müssen. Der älteste Sohn (sieben Jahre) übernimmt nach dem plötzlichen Tod des Vaters die Rolle des Familienernährers. Der Junge verbringt seine Zeit damit, die Müllkippe abzulaufen und nach verwertbaren Stoffen zu suchen, die noch verkauft werden können. Währenddessen kümmert sich die Mutter aufopferungsvoll um ihren kranken Säugling. Sie müssen sich jeden Tag gegen den Hungertod wehren. Die Geschichte der philippinischen Familie, welche die Kehrseite der modernen Wohlstandsgesellschaft zeigt, zieht sich in mehreren Episoden durch den Roman. Später wird die Müllkippe von philippinischen Militärs eingekesselt und die “scavenger” müssen sich allein einer tödlichen Krankheit stellen.
Der zweite Erzählstrang spielt im winterlichen Berlin in den Kreisen der mitteleuropäischen Unterschicht, im “Berber”-Milieu. Oscar und die Hauptfigur Noah sind nicht-sesshafte Wohnungslose, die sich in einem stillgelegten U-Bahnschacht niedergelassen haben und jetzt vor den Minustemperaturen fliehen müssen. Noah leidet unter Fieber, was durch eine Schusswunde ausgelöst wird. Außerdem kann er sich aufgrund einer Amnesie (Amnestisches Syndrom beziehungsweise Morbus Korsakow) nicht mehr an die zurückliegenden Ereignisse erinnern. In seine Hand ist der Name “Noah” eingeritzt, das ist alles, was von seiner Identität bekannt ist. Noah entdeckt in einer weggeworfenen Zeitung ein Bild und ein Inserat, das dem Maler des Bildes eine Million Dollar Belohnung verspricht. Noah wählt die angegebene Telefonnummer und erhält daraufhin eine Reservierung im vornehmen Berliner Hotel Adlon. Noah gewinnt die Erkenntnis, dass er sehr gut mit Waffen umgehen kann und dass die Schussverletzung aus dem Adlon stammt. Auf der Suche nach seiner Vergangenheit verschlägt es ihn nach Amsterdam und später nach Rom. Noah ist ein zentrales Element in einer weltweiten Verschwörung, deren Opfer in Form einer schweren Grippe-Pandemie bereits in die zehntausende gehen. Weitere Erzählstränge haben die Episoden der schwangeren Journalistin Celine, die in einer großen New Yorker Nachrichtenagentur arbeitet, eines selbstkritischen Auftragskillers, einer Geheimloge mit dem Namen “Room 17”, die sich für die eigentliche Weltregierung hält und des US-amerikanischen Großindustriellen Jonathan Zaphire, der sein gesamtes Vermögen in die Stiftung “Worldsaver” investiert hat, zum Inhalt.

## Sprachstil
„Alicia schämte sich, ihren Sohn am nächsten Morgen wieder auf die Deponie schicken zu müssen, damit er barfuß, nur mit einer  dreckigen  Unterhose  bekleidet,  in  dem  Müll  herumstocherte, in einer Wolke von Fliegen stehend, glücklich, wenn er einen  halbvollen  Joghurtbecher  fand,  denn  den  konnte  man noch an Ort und Stelle auskratzen..“

## Rezeption
Jürgen Priester vergleicht Noah mit Dan Browns bekanntem Werk Inferno. Beide weisen gewisse Parallelen auf. In beiden Romanen geht es um verdeckte Machenschaften einflussreicher Personen und Organisationen, welche sich die Reduzierung der Überbevölkerung zum Ziel gesetzt haben und dieses Ziel mit allen radikalen Mitteln verfolgen. Auch hier geht es darum, die Weltbevölkerung mindestens um die Hälfte auszurotten, um den Überlebenden, den widerstandsfähigsten Organismen, eine verbesserte Lebensqualität zu bieten. Eine kleine Gruppe von Ökoaktivisten kommt zu dem Schluss, dass die Welt nur durch diese Radikalkur zu retten sei. Fitzek gelingt es gleich am Anfang der Geschichte ein hohes Tempo zu entwickeln, actionreiche Spannung aufzubauen und setzt dabei das Stilmittel des Cliffhangers geschickt ein. Im Nachwort geht der Verfasser darauf ein, dass wir alle Täter und Opfer zugleich sind und dies an folgende Generationen weitergeben.

## Textausgaben
- Sebastian Fitzek: Noah. Bastei Lübbe, Köln 2013, 560 Seiten, ISBN 978-3-7857-2482-8.